# 藤満香
藤満 香（ふじみつ かおり、1月13日 - ）は、福岡県福岡市出身のフリーアナウンサー、タレント。
川上政行主宰の福岡アナウンススクールで学び、エフエム佐賀契約アナウンサー、佐賀シティビジョンアナウンサーを務める。

## 人物
- 妹が1人いる[1]。

## 出演歴

### モデル・コンパニオン
- 東京モーターショー
2007年 ECLIPSEブースコンパニオン[2]
- 東京オートサロン　
2008年 ECLIPSEブースにコンパニオンとして参加。当時レースクイーンの「ECLIPSEレディ」を務めた相川友希、河合洋美と共演した[3]。
- 福岡モーターショー
- レースクイーン

2009年　D1グランプリ（エビスサーキット）に　D1ウェッズバンドーレディとしてスポット参戦

### CM
- 2005年JAL　女子王座決定戦　イメージガール
- やずや　千年ケフィア

### 映画
- サッドヴァケィション

### バラエティ
- ピィース!（テレビ西日本）※単発出演

### ラジオ
- いまドキ!伊万里（エフエム佐賀、2012年11月 - ）※パーソナリティ

### アナウンス
- アサヒ緑健カップ第14回TVQシニアオープンゴルフ